# Жанабулацький сільський округ
Жанабула́цький сільський округ (каз. Жаңабұлақ ауылдық округі, рос. Жанабулакский сельский округ) — адміністративна одиниця у складі Акжаїцького району Західноказахстанської області Казахстану. Адміністративний центр та єдиний населений пункт — село Жанабулак.
Населення — 1075 осіб (2021; 1313 у 2009, 1659 у 1999, 1713 у 1989).
Станом на 1989 рік існувала Кожехаровська сільська рада (села Кожехарово, Локтево). Село Косшигир ліквідовано 2021 року.

## Склад
До складу округу входять такі населені пункти:
| Населений пункт | Старі назви | Населення, осіб (1989) | Населення, осіб (1999) | Населення, осіб (2009) | Населення, осіб (2021) |
| --------------- | ----------- | ---------------------- | ---------------------- | ---------------------- | ---------------------- |
| Жанабулак, село | Кожехарово  | 1455                   | 1465                   | 1248                   | 1075                   |
| Косшигир, село  | Локтево     | 258                    | 194                    | 65                     | -                      |